# Norresjön, Småland
Norresjön är en sjö i Tingsryds kommun i Småland och ingår i Ronnebyåns huvudavrinningsområde. Sjön har en area på 0,0686 kvadratkilometer och ligger 158,2 meter över havet.

## Delavrinningsområde
Norresjön ingår i det delavrinningsområde (626857-145690) som SMHI kallar för Mynnar i Sandsjön. Medelhöjden är 152 meter över havet och ytan är 40,11 kvadratkilometer. Det finns inga avrinningsområden uppströms utan avrinningsområdet är högsta punkten. Vattendraget som avvattnar avrinningsområdet har biflödesordning 2, vilket innebär att vattnet flödar genom totalt 2 vattendrag innan det når havet efter 52 kilometer. Avrinningsområdet består mestadels av skog (76 procent). Avrinningsområdet har 0,3 kvadratkilometer vattenytor vilket ger det en sjöprocent på 0,7 procent.